# Renault Trafic II
 (septembre 2023).
Si vous disposez d'ouvrages ou d'articles de référence ou si vous connaissez des sites web de qualité traitant du thème abordé ici, merci de compléter l'article en donnant les références utiles à sa vérifiabilité et en les liant à la section « Notes et références ».
Le Renault Trafic II est un véhicule utilitaire léger et un minibus 8/9 places du constructeur automobile français Renault. Il est présenté en septembre 2000 et commercialisé en septembre 2001.

## Présentation
Le Trafic II est élu « Van de l'année 2002 ». La version VP est appelée « Renault Trafic Passenger Van ».
À la suite d'un accord de production entre Renault et l'américain General Motors, il est vendu sous plusieurs appellations : Renault Trafic II, Opel/Vauxhall Vivaro et Nissan Primastar.
La production s'effectue à l'usine GM Vauxhall de Luton (Bedfordshire, Royaume-Uni) à partir de septembre 2001 (pour les versions sans réhausse dites « H1 » de Renault, Nissan et Opel/Vauxhall) et dès 2002 à l'usine Nissan de Barcelone (Catalogne, Espagne) (pour les versions réhaussées dites « H2 » de Renault, Nissan et Opel/Vauxhall),.

## Caractéristiques techniques

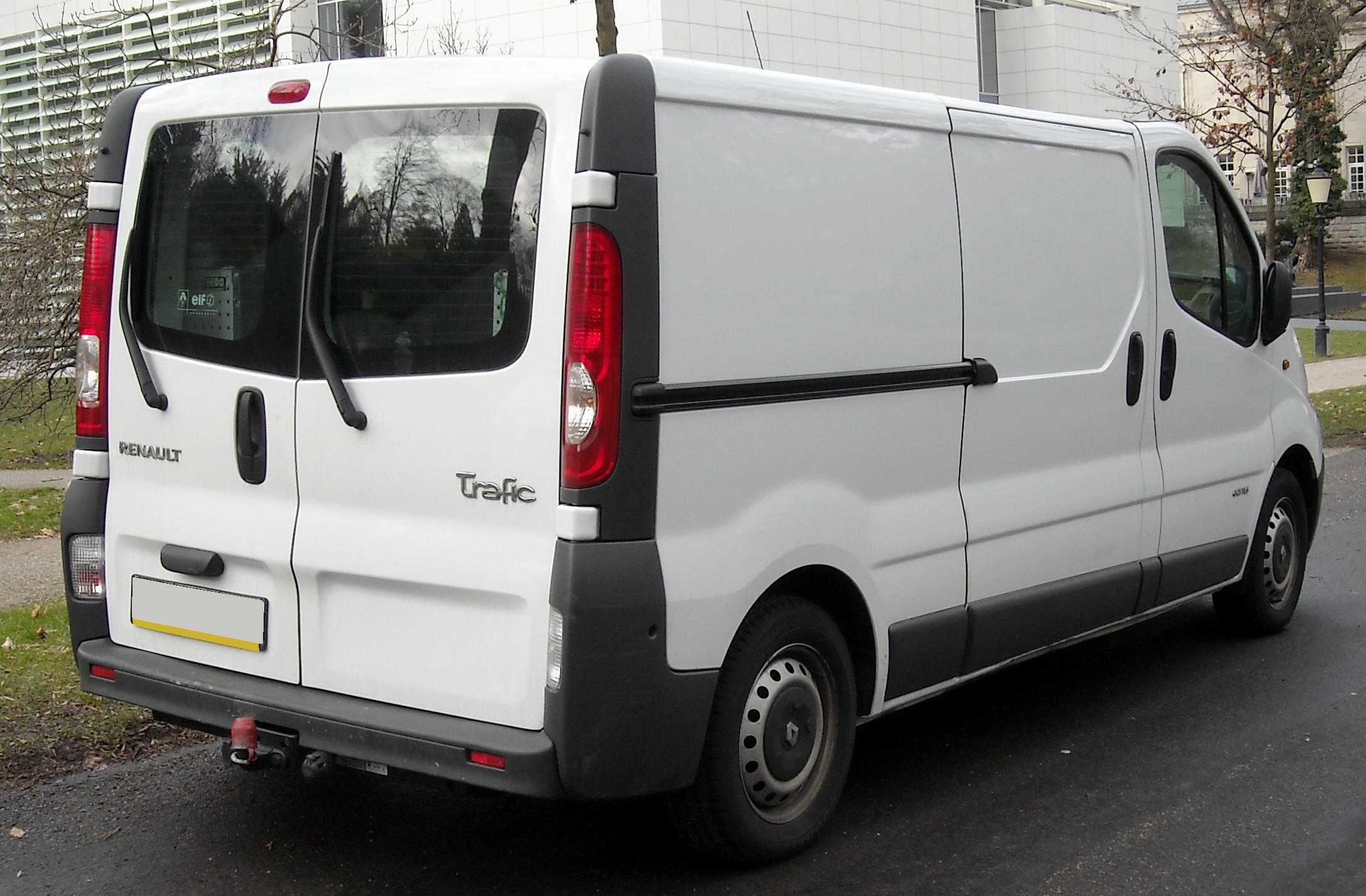
Renault Trafic II Phase 2 Utilitaire fourgon.

Le design a été conçu par Renault, les lignes sont plus arrondies, les portes antagonistes avec les vitres qui font un arrondi au tour du véhicule[pas clair].
Les moteurs, qui sont désormais transversaux, sont, sur les phases 1, à essence (rare) de 120 ch ou turbo-diesel à injection directe de 80, 100 et 140 ch.
En 2002 le Trafic II gagne le prix L'Argus de l'utilitaire de l'année.
En octobre 2006, le Trafic II phase 2 reçoit des moteurs norme euro 4 ainsi qu'un pare-chocs avant et des feux avant et arrière modifiés.
En 2012, la gamme des motorisations a été réduite et le moteur essence n'est plus commercialisé (aussi bien chez Renault que chez Opel que chez Vauxhall que chez Nissan).
Enfin, que ce soit pour la phase 1 ou la phase 2, le Trafic offre le choix entre un plancher cabine (deux ou trois places selon la configuration), ou une cabine approfondie (avec cinq ou six places grâce aux trois sièges supplémentaires au niveau de la deuxième rangée), ou encore une benne (rare), ou une configuration transport de personnes huit ou neuf places.
Le Renault Trafic II est transformé (stickers, découpes de carrosserie, habillage fourgon, aménagements fourgon, conversion pour le transport de personnes à mobilité réduite) en France par Renault Pro+ sur son site normand de Qstomize, d'abord à Verneuil-sur-Avre, puis à Heudebouville. Il en est de même pour son clone japonais le Nissan Primastar I et son clone allemand l'Opel/Vauxhall Vivaro A.
Il existe de plus des versions courtes ou longues mais également basses ou surélevées.
En juin 2014, le Trafic II est remplacé par le Trafic III et, en novembre 2016, le Primastar est remplacé par le Nissan NV300.

## Motorisations

### Phase 1 - 2001 à 2006
Essence
- 2.0 16S : 120 ch à 4 750 tr/min ; 1 998 cm3 / 4 cylindres / 16 soupapes.

Diesel
- 1.9 dCi 82 : 82 ch à 3 500 tr/min ; 1 870 cm3 / 4 cylindres / 8 soupapes.
- 1.9 dCi 100 : 100 ch à 3 500 tr/min ; 1 870 cm3 / 4 cylindres / 8 soupapes.
- 2.5 dCi 140 : 135 ch à 3 500 tr/min ; 2 464 cm3 / 4 cylindres / 16 soupapes.

### Phase 2 - 2006 à 2012
Essence

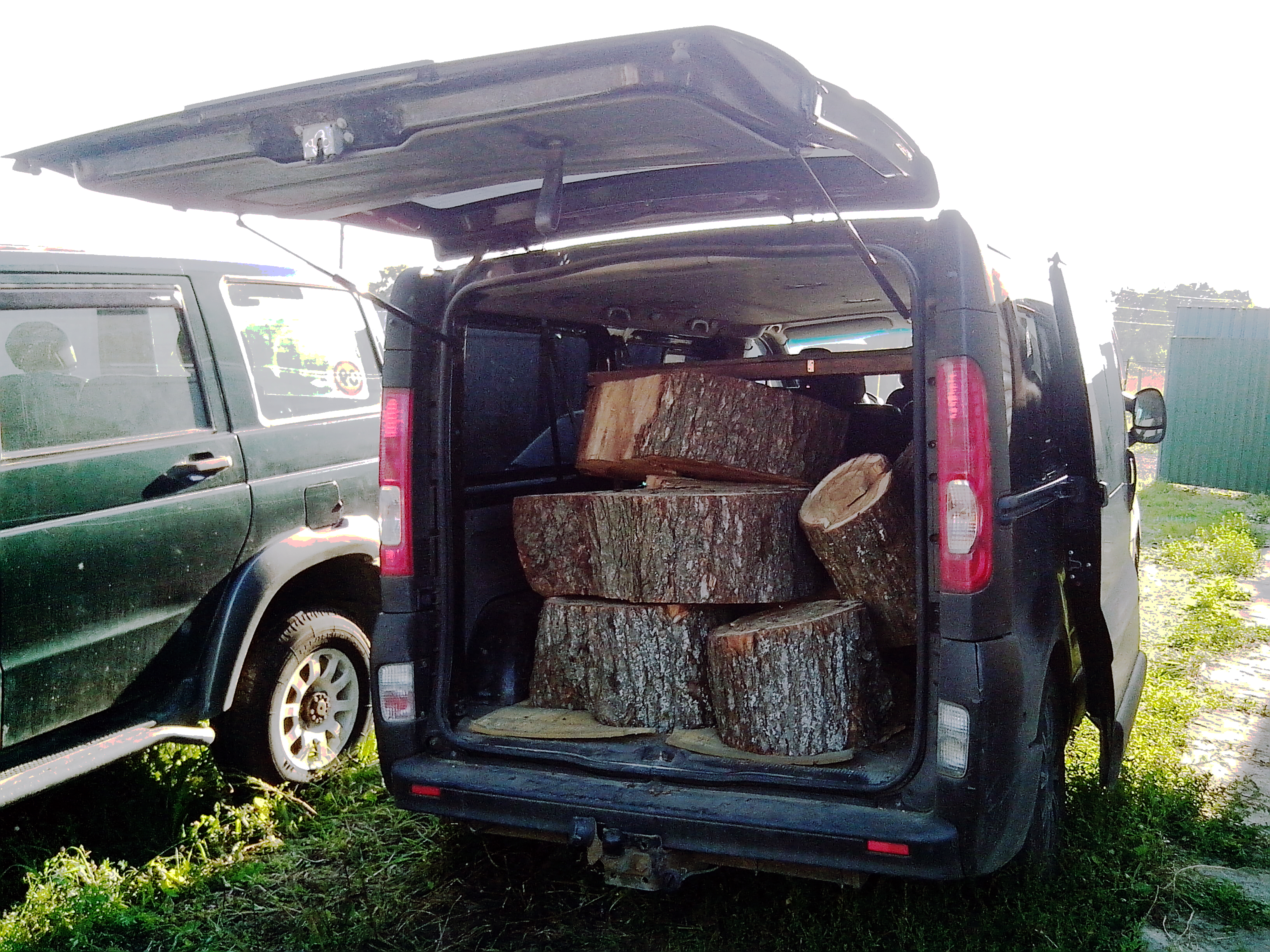
Renault Trafic II Long Passenger Black Edition 2.0 16V 116 (II, Facelift) en Russie.

- 2.0 16V : 120 ch à 4 750 tr/min ; 1 998 cm3 / 4 cylindres / 16 soupapes.

Diesel
- 2.0 dCi 90 : 90 ch à 3 500 tr/min ; 1 995 / 1 996 cm3 / 4 cylindres / 16 soupapes.
- 2.0 dCi 115 : 115 ch à 3 500 tr/min ; 1 995 / 1 996 cm3 / 4 cylindres / 16 soupapes.
- 2.5 dCi 150 : 146 ch à 3 500 tr/min ; 2 464 cm3 / 4 cylindres / 16 soupapes.

### Phase 3 - 2012 à 2014
Diesel
- 2.0 dCi 90 : 90 ch à 3 500 tr/min ; 1 995 cm3 / 4 cylindres / 16 soupapes.
- 2.0 dCi 115 : 115 ch à 3 500 tr/min ; 1 995 cm3 / 4 cylindres / 16 soupapes.

| motorisations | accélération 0-100 (s) | vitesse max (km/h) | consommation usage mixte (l/100) |
| Diesel        | Diesel                 | Diesel             | Diesel                           |
| ------------- | ---------------------- | ------------------ | -------------------------------- |
| 1.9 dCi 82    | 20,62                  | 149                | 7,4                              |
| 2.0 dCi 90    | 18,04                  | 154                | 7,3                              |
| 1.9 dCi 100   | 16,23                  | 159                | 7,9                              |
| 2.0 dCi 115   | 14,10                  | 167                | 8,3                              |
| 2.5 dCi 140   | 12,55                  | 178                | 9,4                              |
| 2.5 dCi 150   | 11,88                  | 183                | 9,5                              |
| Essence       |                        |                    |                                  |
| 2.0 16V 120   | 15,68                  | 165                | 11                               |

## Galerie

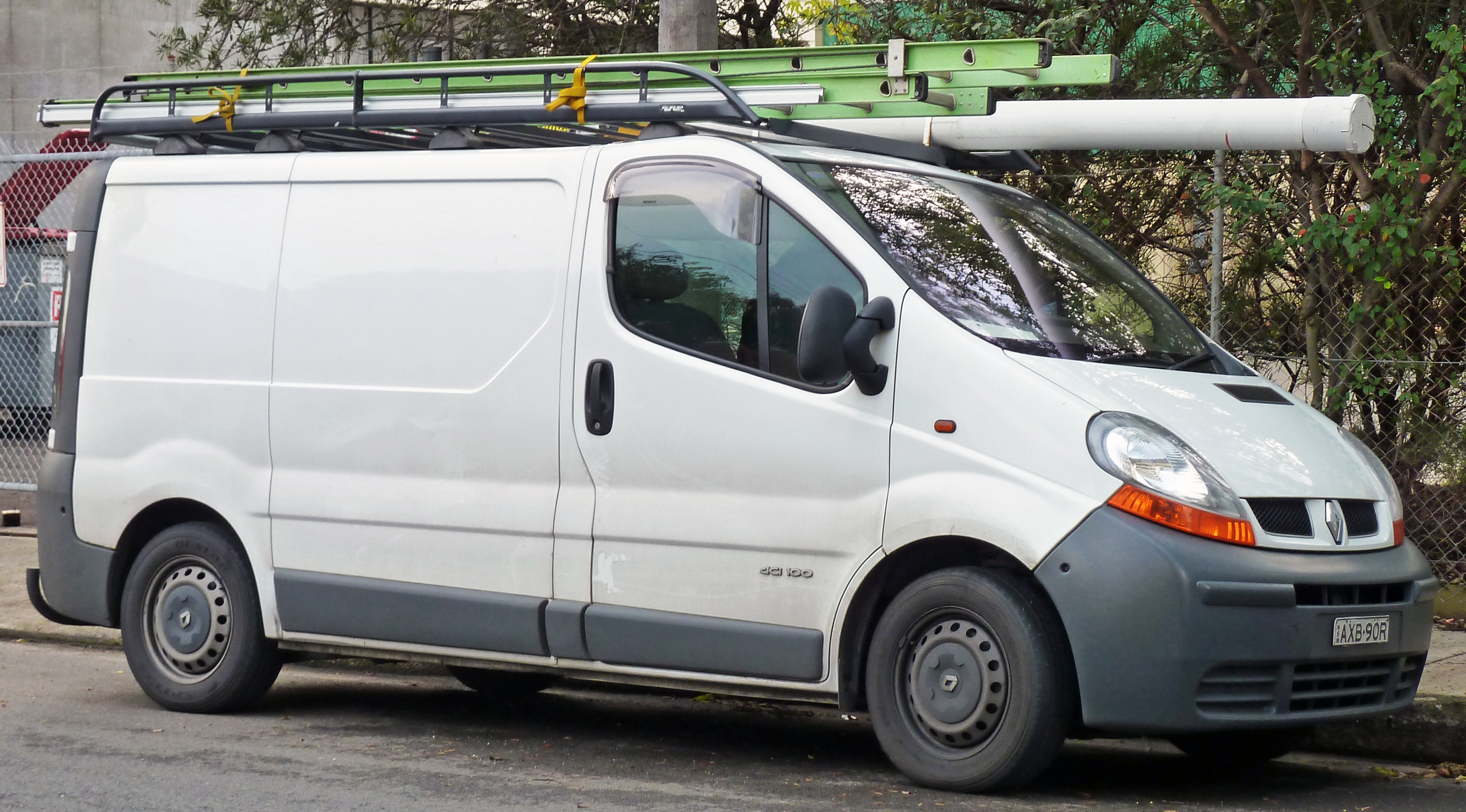
Renault Trafic II Phase I.
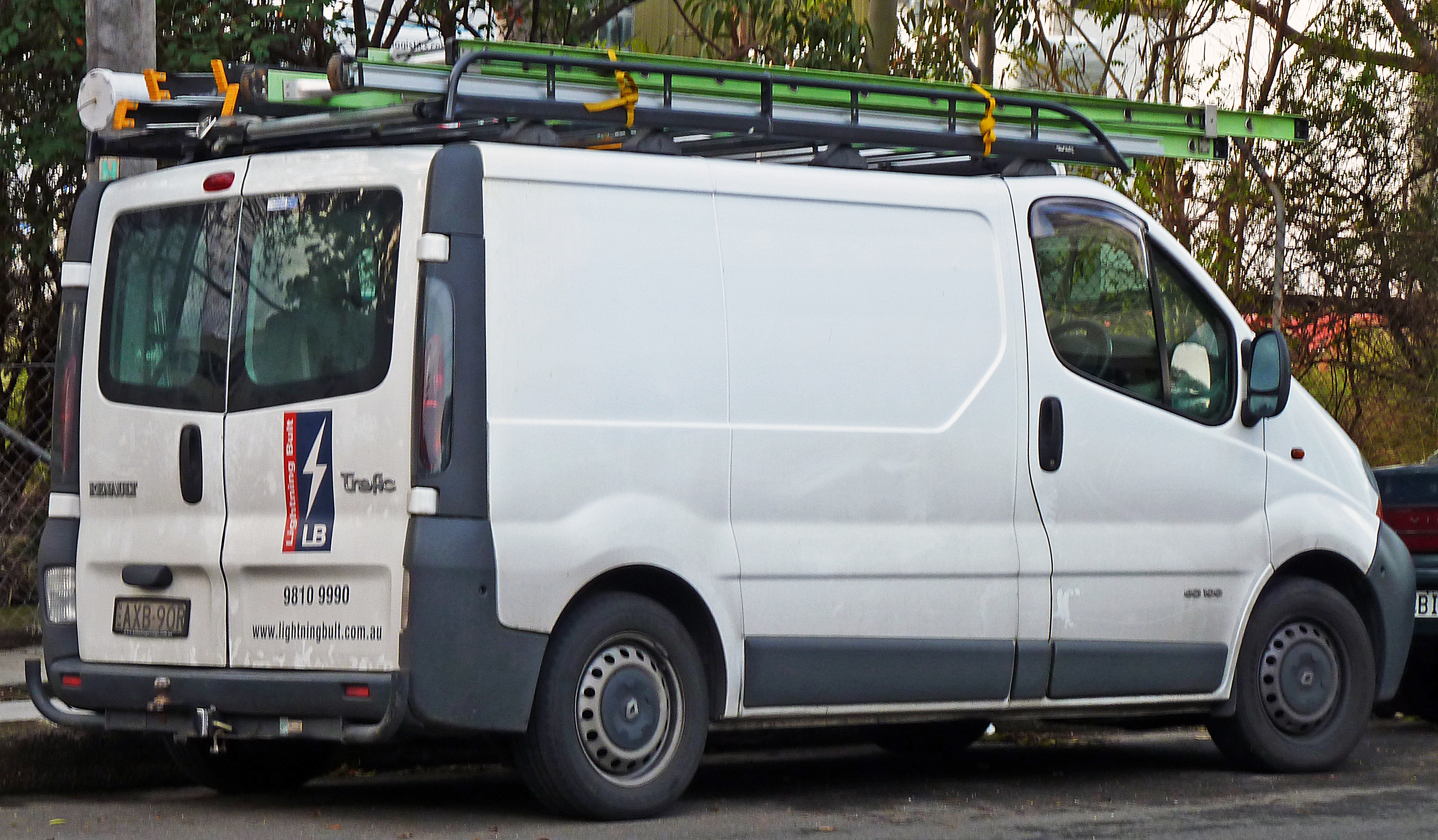
Renault Trafic II Phase I.
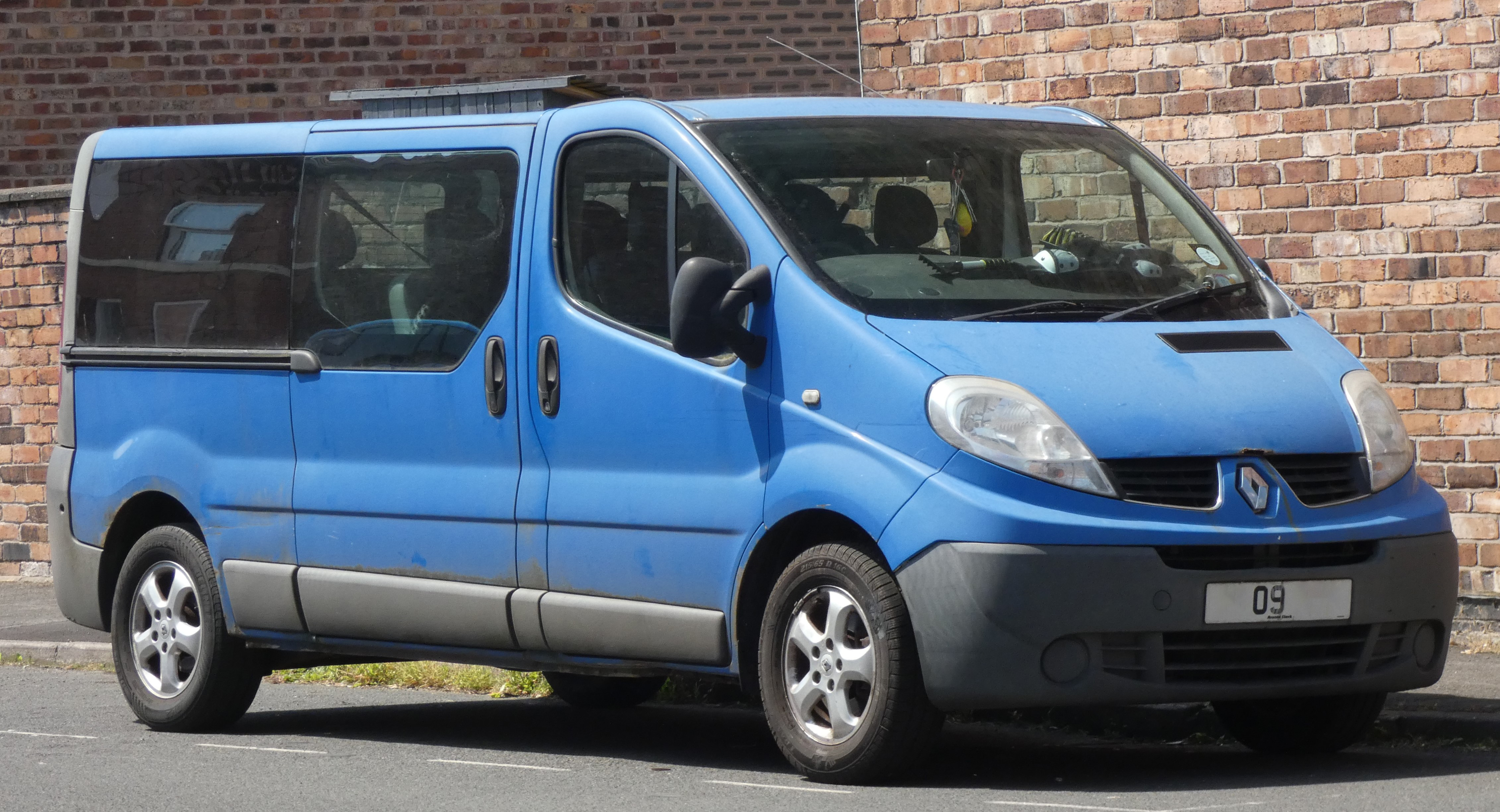
Renault Trafic II Phase II.
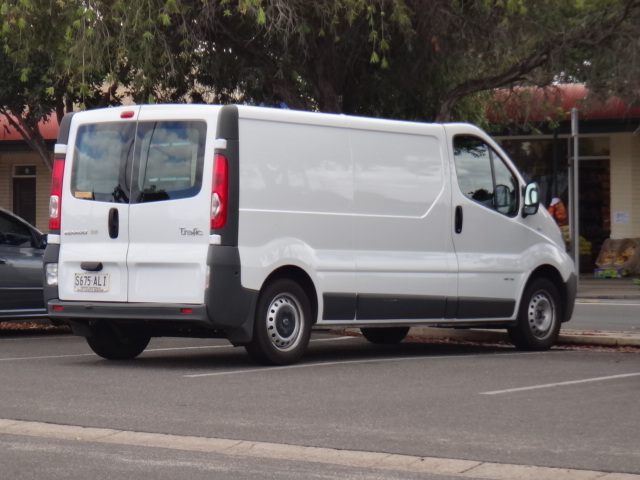
Renault Trafic II Phase II.
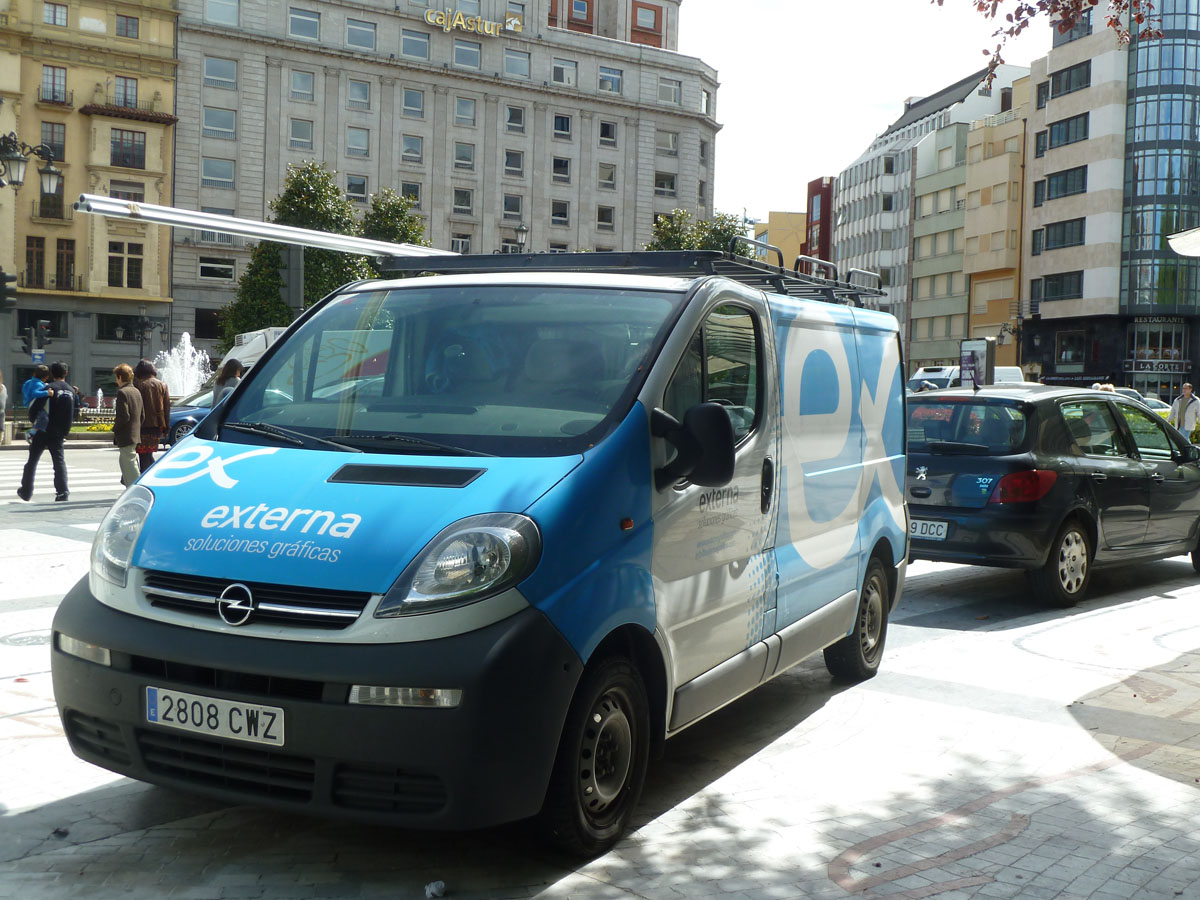
Opel Vivaro I Phase I.
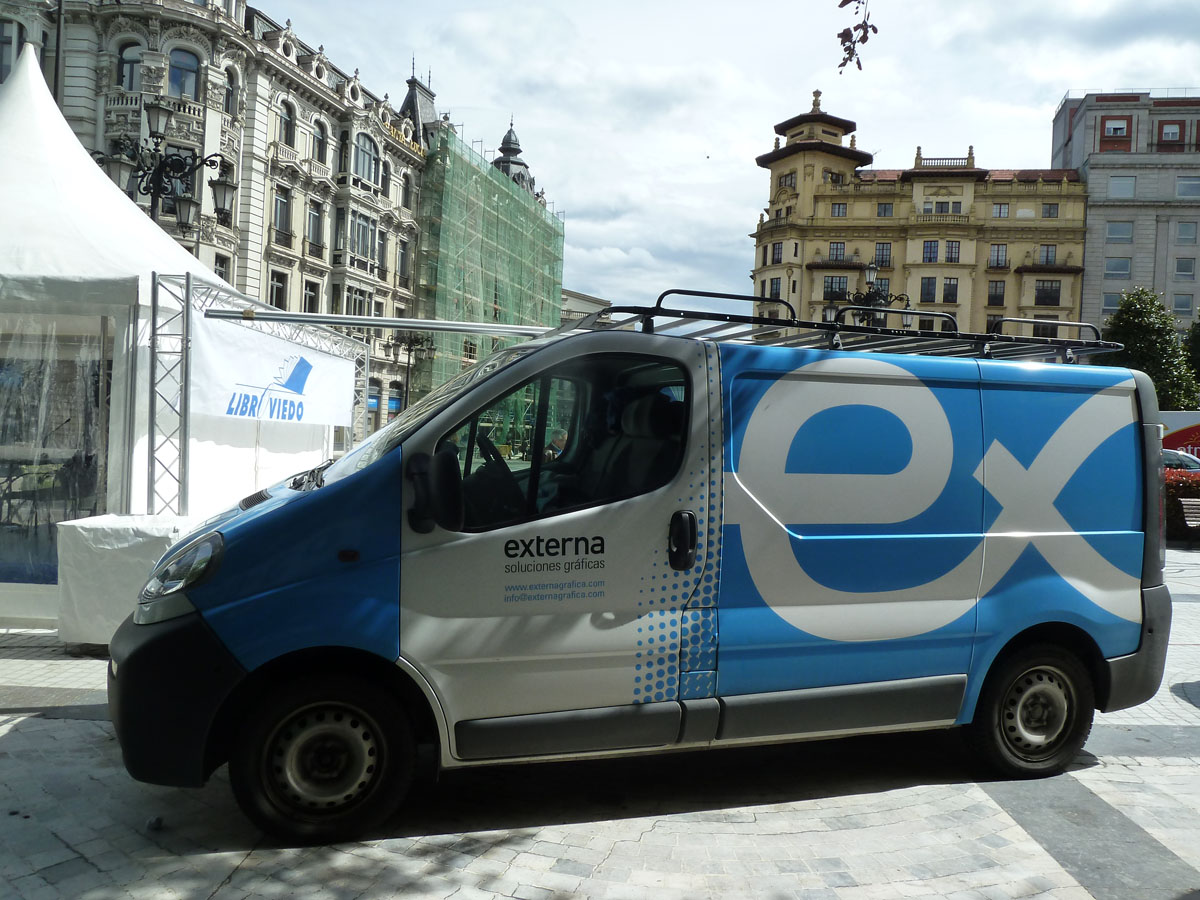
Opel Vivaro I Phase I.
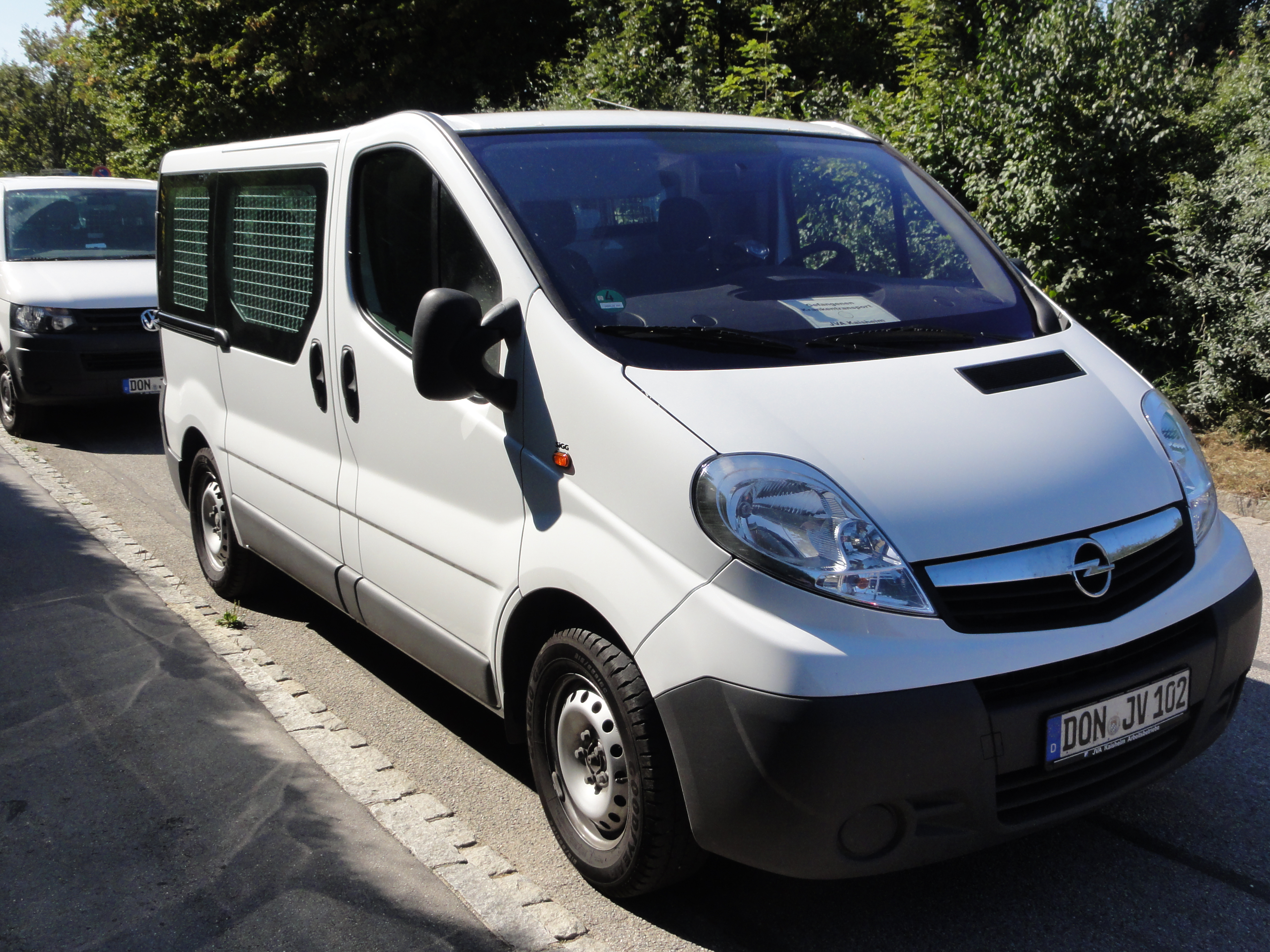
Opel Vivaro I Phase II.
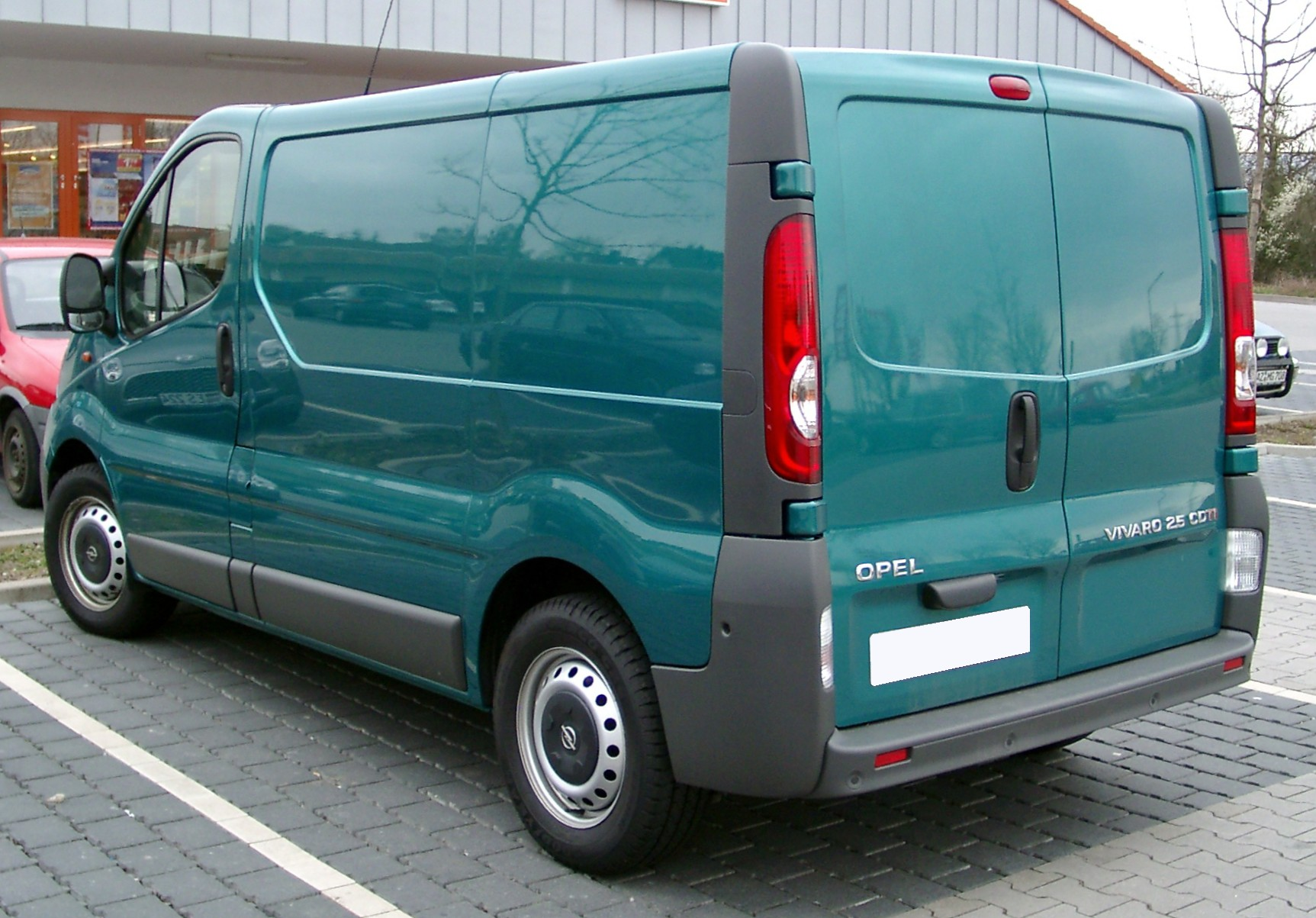
Opel Vivaro I Phase II.
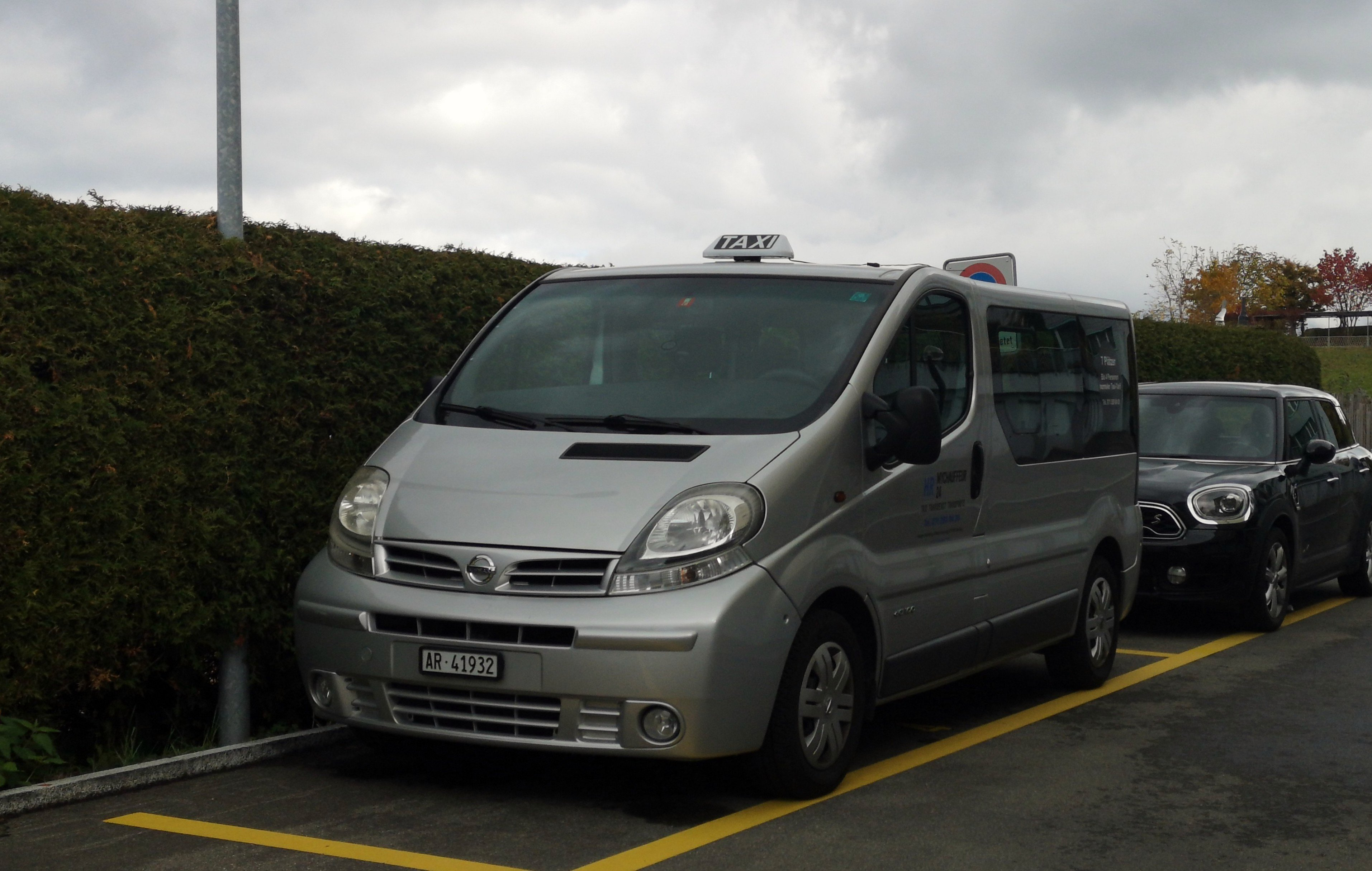
Nissan Primastar Phase I.
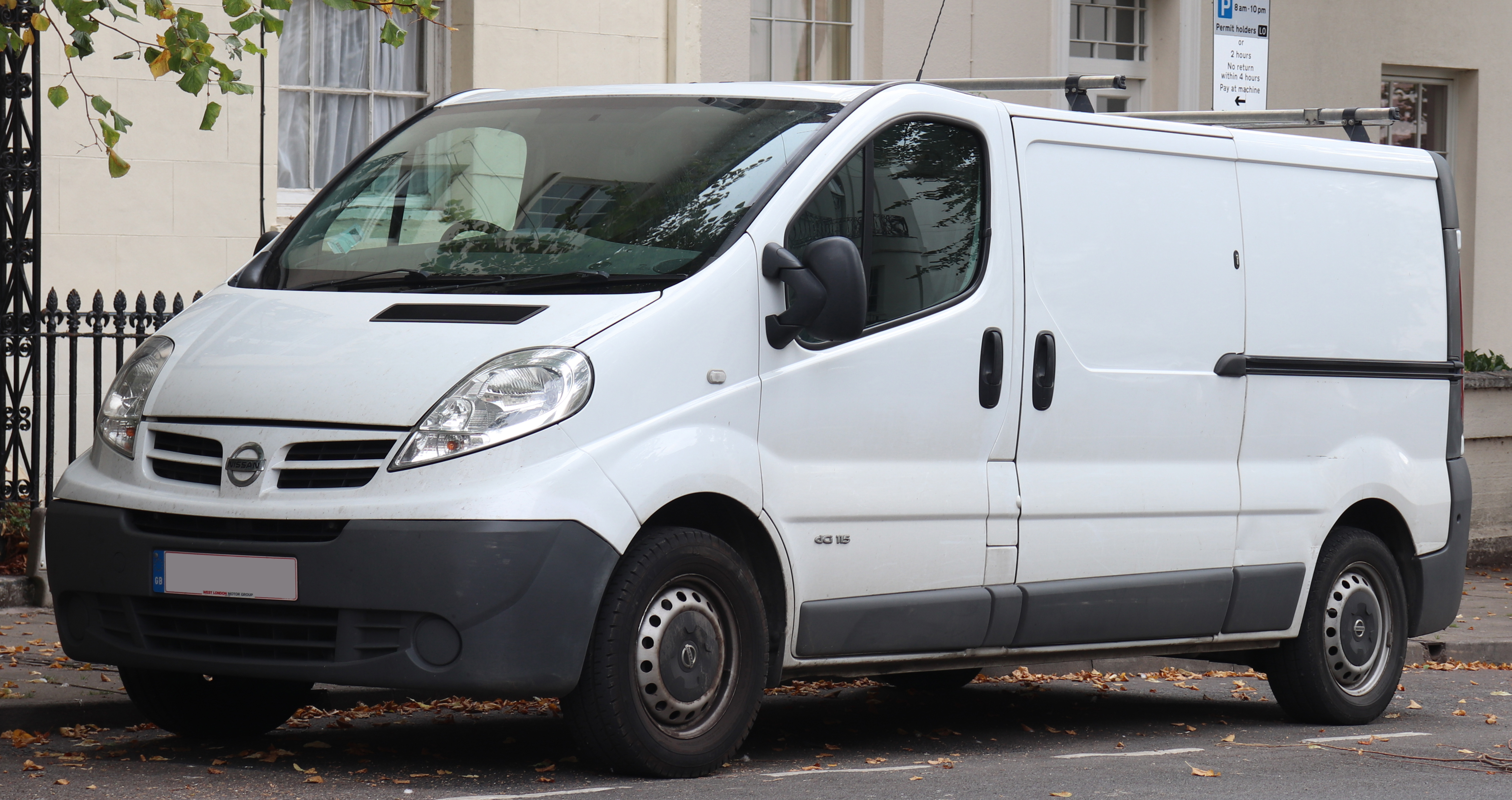
Nissan Primastar Phase II.